# Аютасский сельский округ
Аютаский сельский округ (каз. Аютас ауылдық округі) — административная единица в составе района Шал акына Северо-Казахстанской области Казахстана. Административный центр — аул Ыскака Ыбыраева.
Население — 2681 человек (2009, 3699 в 1999, 4484 в 1989).

## История
Сельский округ образован совместным решением 12-й сессии Северо-Казахстанского областного маслихата и акима области от 12 февраля 1997 года путем объединения территорий Марьевского (сёла Аканбарак, Чапаевское) и Теренсайского (сёла Ленино, Каратал, Коктерек) сельских округов.

## Состав
В состав округа входят такие населенные пункты:
| Населенный пункт      | Население, человек (1989) | Население, человек (1999) | Население, человек (2009) |
| --------------------- | ------------------------- | ------------------------- | ------------------------- |
| Аканбарак, село       | 1463                      | 1071                      | 824                       |
| Ыскака Ыбыраева, село | 1385                      | 1109                      | 711                       |
| Каратал, село         | 735                       | 701                       | 573                       |
| Коктерек, село        | 221                       | 229                       | 168                       |
| Мерген, аул           | 680                       | 589                       | 405                       |